# RF64
RF64는 파일 크기가 4GB를 초과할 수 있는 BWF 호환 다중 채널 오디오 파일 형식이다. 이는 유럽 방송 연맹에서 지정했다. ITU 권장사항 ITU-R BS.2088로 승인되었다.
파일 포맷은 방송 및 오디오 보관의 다중 채널 사운드 요구 사항을 충족하도록 설계되었다. 이는 다중 채널 파라미터를 위한 마이크로소프트 RIFF/WAVE 포맷 및 웨이브 포맷 익스텐서블(Wave Format Extensible)을 기반으로 한다. 필요한 경우 4GB 이상의 파일 크기를 허용하도록 기본 사양에 추가되었다(새로운 최대 파일 크기는 이제 약 16엑사바이트이다). 이 포맷은 BWF와 모든 보충 자료 및 청크에 투명한다. RF64 WAV 파일은 일반적으로 .wav 파일 확장자를 사용한다.

## 같이 보기
- 브로드캐스트 웨이브 포맷
- WAV

## 참고 문헌
- (영어) EBU - TECH 3306-2007 - RF64: An extended File Format for Audio
- (영어) EBU Recommendation R111-2007 - Multichannel use of the BWF audio file format (MBWF)